# عواد العواد
عواد العواد (انگلیسی: Awwad Alawwad؛ زادهٔ ۱۱ آوریل ۱۹۷۲) وزیر فرهنگ و اطلاعات، عربستان سعودی است.